# Clube Atlético Universitário
Maillots
Le Clube Atlético Universitário est un club brésilien de football basé à Santo Antônio de Jesus dans l'État de Bahia.

## Palmarès
- Championnat de Bahia :
  - Champion : 2002